# Derrick Henry
Pour les articles homonymes, voir Henry.
(en) Statistiques sur pro-football-reference
Derrick Lamar Henry Jr., dit « Derrick Henry », né le 4 janvier 1994 à Yulee en Floride, est un sportif professionnel américain de football américain évoluant au poste de running back dans la National Football League (NFL) depuis la saison 2016 et jouant actuellement pour les Ravens de Baltimore.
Auparavant, au niveau universitaire, il a joué pour le Crimson Tide de l'université de l'Alabama pendant trois saisons (2013-201) dans la NCAA Division I FBS et sa Southeastern Conference (SEC) où il remporte le titre national 2015. Il reçoit de nombreuses distinctions en 2015 dont le trophée Heisman, le Maxwell Award, le Doak Walker Award et le Walter Camp Award.
Sélectionné au 45e rang lors du deuxième tour de la draft 2016 de la NFL par la franchise des Titans du Tennessee, il y joue pendant huit saisons (2016-2023) avant de rejoindre en 2024 les Ravens de Baltimore.
Surnommé « King Henry », il est réputé pour son style de jeu imposant et sa carrure plus grande que la moyenne des running back.

## Biographie

### Jeunesse
Derrick Henry est né à Yulee en Floride, une banlieue de Jacksonville. Ses parents, Stacey Veal et Derrick Henry Sr., avaient respectivement 15 et 16 ans lors de sa naissance. Son père, surnommé « Big D », était absent pour une grande partie de son enfance, ayant été arrêté à vingt reprises pour des crimes variés, dont des délits liés à la drogue et à la prostitution. En conséquence, il faisait des allers-retours en prison et avait du mal à garder un emploi. Sa mère est devenue technicienne en hémodialyse. Henry est élevé principalement par sa grand-mère Gladys, avec laquelle il développe une relation proche. Il cite sa grand-mère comme une influence majeure pendant sa jeunesse,.

### Carrière universitaire
Il a joué au niveau universitaire pour le Crimson Tide de l'Alabama de 2013 à 2015. À sa dernière saison, il remporte le titre national 2015 et se voit décerner le trophée Heisman du meilleur joueur de la NCAA après avoir couru pour 2 219 yards et 28 touchdowns. 
Il reçoit d'autres distinctions en 2015 dont le Maxwell Award, le Doak Walker Award et le Walter Camp Award. Sélectionné dans la première équipe et désigné meilleur joueur offensif de la Southeastern Conference (SEC), il est également reconnu joueur All-American en 2015.
Il quitte l'université en tant que meilleur coureur de l'histoire du Crimson Tide, avec un total de 3 591 yards à la course.

### Carrière professionnelle

#### Draft
Il est sélectionné par les Titans du Tennessee lors du deuxième tour de la draft 2016 de la NFL, au 45e rang. Il est le deuxième running back sélectionné durant cette séance après Ezekiel Elliott choisi au quatrième rang.

#### Titans du Tennessee (2016-2023)

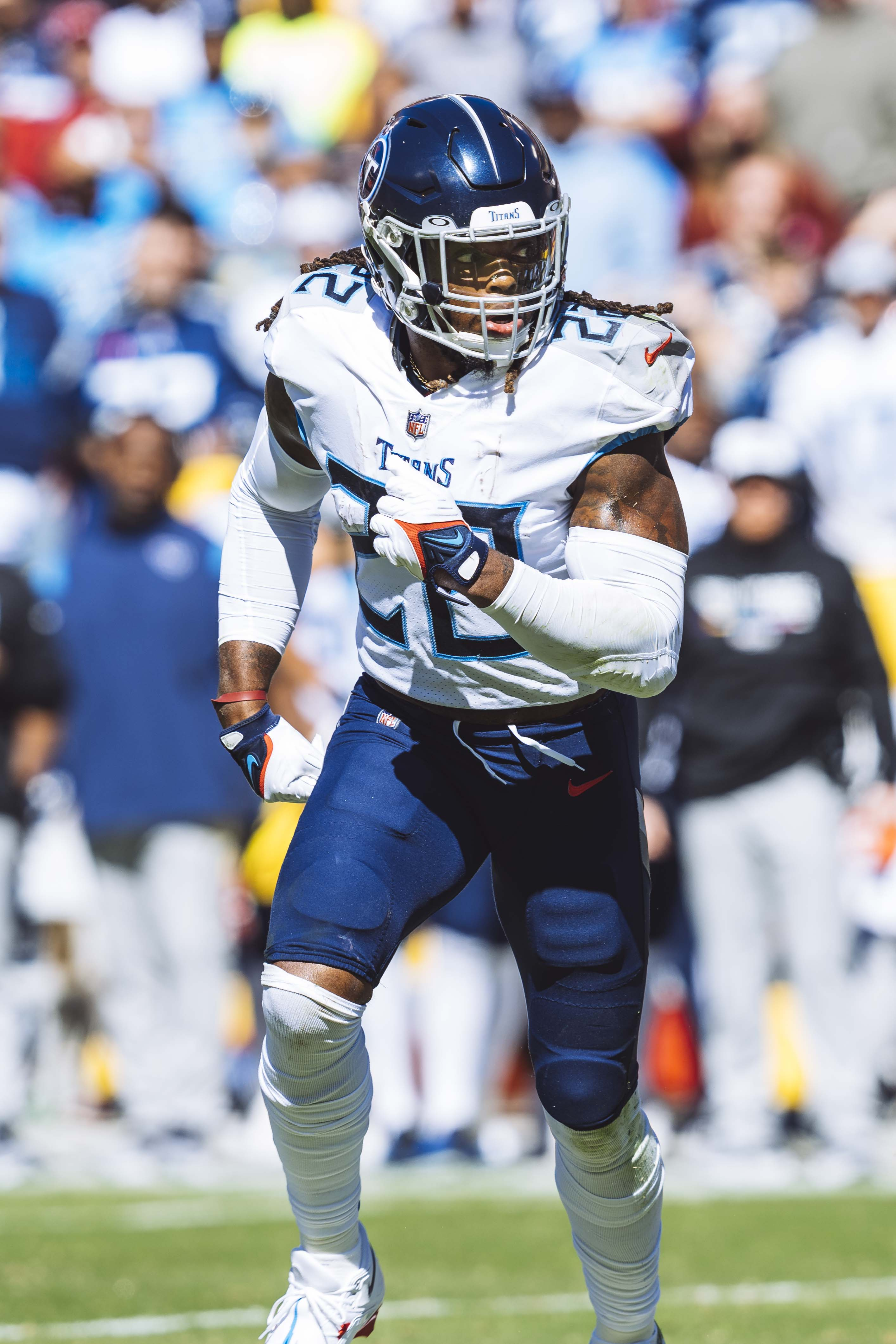
Derrick Henry en 2022.

Au cours de sa première saison professionnelle, Henry est considéré comme premier remplaçant du running back titulaire DeMarco Murray. Il est titularisé pour la première fois en 1re semaine contre les Vikings. Les Titans perdent 16 à 25, Henry terminant le match avec un maigre bilan de 3 yards gagnés à la course en 5 courses, tout en réussissant 2 réceptions pour un gain supplémentaire de 41 yards. En 8e semaine contre les Jaguars, Henry inscrit son premier touchdown professionnel à la suite d'une course de 6 yards. Les Titans terminent la saison 2016 avec un bilan de 9 victoires pour 7 défaites, Henry terminant sa saison rookie avec 110 courses pour 490 yards et 5 touchdowns inscrits à la course en plus des 137 yards gagnés en 13 réceptions. 
En saison 2017, il partage son temps de jeu avec DeMarco Murray. mais dès le 8 mars 2018 ce dernier est libéré par les Titans faisant de Henry le titulaire pour la saison à venir.
Le 6 décembre 2018, en 14e semaine face aux Jaguars, il inscrit un touchdown à la suite d'une course de 99 yards, devenant ainsi le deuxième joueur de l'histoire de la NFL à réaliser cette performance après Tony Dorsett en 1982. Il gagne 238 yards et inscrit 4 touchdowns à la course au cours de ce match, battant le record de son équipe du plus grand nombre de yards gagnés à la course sur un match précédemment détenu par Chris Johnson depuis la saison 2009.
Au terme de la saison 2019, il est le meilleur coureur de la ligue en gagnant 1 540 yards à la course tout en marquant un total de 18 touchdowns. Qualifiés pour la phase éliminatoire, les Titans créent la surprise en battant lors du tour de wild card les Patriots, derniers vainqueurs du Super Bowl. Ils éliminent ensuite les Ravens, franchise ayant obtenu le meilleure bilan de la ligue en saison régulière, lors du tour de division. Henry se montre déterminant lors de ces victoires, gagnant 182 yards contre les Patriots et 195 yards contre les Ravens. Il n'arrive toutefois pas à répéter ces performances lors de la finale de conférence AFC perdue contre les Chiefs. 
Possible agent libre en mars 2020, les Titans placent un franchise tag (en) sur Henry pour la saison 2020. les deux parties s'entendent sur un contrat de 4 ans pour 50 millions de dollars en juillet 2020. Durant la saison, Derrick Henry se montre dominant ce qui lui vaut d'être désigné meilleur joueur offensif du mois d'octobre en AFC. Il a  ainsi cumulé un total de 399 yards et 5 touchdowns en trois matchs, dont celui en  6e semaine contre les Texans où il gagne 212 yards et inscrit 2 touchdowns dont celui victorieux en prolongation. Pour la deuxième saison consécutive, il termine la saison en menant la ligue au nombre de yards gagnés (2 027) et au nombre de touchdowns (17) inscrits à la course , devenant également le huitième joueur de l'histoire de la NFL à gagner au moins 2 000 yards à la course sur une saison.

#### Ravens de Baltimore
Agent libre depuis la fin de saison 2023, Henry signe le 12 mars 2024 avec les Ravens de Baltimore, un contrat de deux ans pour un montant de 16 millions de dollars (dont 9 sont garantis pour la première saison), montant pouvant monter jusqu'à 20 millions en fonction de divers bonus.

## Statistiques

### Université
| Année          | Équipe                    | MJ |     | Courses | Courses | Courses | Courses |       | Passes réceptionnées | Passes réceptionnées | Passes réceptionnées | Passes réceptionnées |
| Année          | Équipe                    | MJ | Nb. | Yards   | Moy.    | TD      | Nb.     | Yards | Moy.                 | TD                   |                      |                      |
| 2013           | Crimson Tide de l'Alabama | 10 | 035 | 0382    | 10,9    | 03      | 01      | 061   | 61,0                 | 1                    |                      |                      |
| 2014           | Crimson Tide de l'Alabama | 14 | 172 | 0990    | 05,8    | 11      | 05      | 133   | 26,6                 | 2                    |                      |                      |
| 2015           | Crimson Tide de l'Alabama | 15 | 395 | 2 219   | 05,6    | 28      | 11      | 091   | 08,3                 | 0                    |                      |                      |
| Totaux en NCAA | Totaux en NCAA            | 39 | 602 | 3 591   | 6,0     | 42      | 17      | 285   | 16,8                 | 3                    |                      |                      |

### NFL
| Année                  | Équipe                 | MJ  |                | Courses        | Courses        | Courses        | Courses        |                | Passes réceptionnées | Passes réceptionnées | Passes réceptionnées | Passes réceptionnées |  | Fumbles | Fumbles |
| Année                  | Équipe                 | MJ  | Nb.            | Yards          | Moy.           | TD             | Nb.            | Yards          | Moy.                 | TD                   | Nb.                  | Perdus               |  |         |         |
| 2016                   | Titans du Tennessee    | 15  | 110            | 0490           | 4,5            | 05             | 13             | 137            | 10,5                 | 0                    | 0                    | 0                    |  |         |         |
| 2017                   | Titans du Tennessee    | 16  | 176            | 0744           | 4,2            | 05             | 11             | 136            | 12,4                 | 1                    | 1                    | 0                    |  |         |         |
| 2018                   | Titans du Tennessee    | 16  | 215            | 1 059          | 4,9            | 12             | 15             | 099            | 06,6                 | 0                    | 1                    | 1                    |  |         |         |
| 2019                   | Titans du Tennessee    | 15  | 303            | 1 540          | 5,1            | 16             | 18             | 206            | 11,4                 | 2                    | 5                    | 3                    |  |         |         |
| 2020                   | Titans du Tennessee    | 16  | 378            | 2 027          | 5,4            | 17             | 19             | 114            | 06,0                 | 0                    | 3                    | 2                    |  |         |         |
| 2021                   | Titans du Tennessee    | 08  | 219            | 0937           | 4,3            | 10             | 18             | 154            | 08,6                 | 0                    | 1                    | 0                    |  |         |         |
| 2022                   | Titans du Tennessee    | 16  | 349            | 1 538          | 4,4            | 13             | 33             | 398            | 12,1                 | 0                    | 6                    | 3                    |  |         |         |
| 2023                   | Titans du Tennessee    | 17  | 280            | 1 167          | 4,2            | 12             | 28             | 214            | 07,6                 | 0                    | 0                    | 0                    |  |         |         |
| 2024                   | Ravens de Baltimore    | 17  | 325            | 1 921          | 5,9            | 165            | 19             | 193            | 10,2                 | 2                    | 3                    | 1                    |  |         |         |
| 2025                   | Ravens de Baltimore    | ?   | Saison à venir | Saison à venir | Saison à venir | Saison à venir | Saison à venir | Saison à venir | Saison à venir       | Saison à venir       | ?                    | ?                    |  |         |         |
| Totaux en carrière     | Totaux en carrière     | 136 | 2 355          | 11 423         | 4,9            | 106            | 174            | 1 651          | 9,5                  | 5                    | 20                   | 10                   |  |         |         |
| Totaux chez les Titans | Totaux chez les Titans | 119 | 2 030          | 9 502          | 4,7            | 90             | 155            | 1 458          | 9,4                  | 3                    | 17                   | 9                    |  |         |         |

| Année         | Équipe              | MJ |     | Courses | Courses | Courses | Courses |       | Passes réceptionnées | Passes réceptionnées | Passes réceptionnées | Passes réceptionnées |  | Fumbles | Fumbles |
| Année         | Équipe              | MJ | Nb. | Yards   | Moy.    | TD      | Nb.     | Yards | Moy.                 | TD                   | Nb.                  | Perdus               |  |         |         |
| 2017          | Titans du Tennessee | 2  | 35  | 184     | 5,3     | 1       | 5       | 56    | 11,2                 | 0                    | 1                    | 0                    |  |         |         |
| 2019          | Titans du Tennessee | 3  | 83  | 446     | 5,4     | 2       | 5       | 21    | 04,2                 | 0                    | 0                    | 0                    |  |         |         |
| 2020          | Titans du Tennessee | 1  | 18  | 040     | 2,2     | 0       | 3       | 11    | 03,7                 | 0                    | 0                    | 0                    |  |         |         |
| 2021          | Titans du Tennessee | 1  | 20  | 062     | 3,1     | 1       | 0       | 0     | 00,0                 | 0                    | 0                    | 0                    |  |         |         |
| 2024          | Ravens de Baltimore | 2  | 42  | 270     | 6,4     | 3       | 0       | 0     | 00,0                 | 0                    | 0                    | 0                    |  |         |         |
| Totaux NFL    | Totaux NFL          | 9  | 198 | 1 002   | 5,1     | 7       | 13      | 88    | 6,8                  | 0                    | 1                    | 0                    |  |         |         |
| Totaux Titans | Totaux Titans       | 7  | 156 | 732     | 4,7     | 4       | 13      | 88    | 6,8                  | 0                    | 1                    | 0                    |  |         |         |

## Records, trophées et récompenses

### NFL
- Joueur offensif de l'année 2020 en NFL ;
- Sélectionné dans l'équipe type All-Pro en 2020 ;
- Sélectionné dans la deuxième équipe All-Pro en 2019 ;
- Sélectionné au Pro Bowl en 2019, 2020, 2022 et 2023 ;
- Leader NFL au nombre de yards gagnés à la course en 2019 et 2020 ;
- Leader NFL au nombre de touchdowns inscrits à la course en 2019 et 2020 ;
- Détenteur du record NFL du plus long touchdown inscrit à la course (99 yards) à égalité avec Tony Dorsett.

### NCAA
- Vainqueur du College Football Championship Game 2015 ;
- Vainqueur du trophée Heisman en 2015 ;
- Vainqueur du Maxwell Award en 2015 ;
- Vainqueur du Doak Walker Award en 2015 ;
- Vainqueur du Walter Camp Award en 2015 ;
- Désigné All-American à l'unanimité en 2015 ;
- Joueur offensif de l'année 2015 en Southeastern Conference (SEC) ;
- Sélectionné dans l'équipe type de la SEC en 2015.